# Associazione Calcio Legnano 1967-1968
Questa pagina raccoglie le informazioni riguardanti l'Associazione Calcio Legnano nelle competizioni ufficiali della stagione 1967-1968.

## Stagione

Mario Tomy, al Legnano dal 1966 al 1968

Il calciomercato che preannuncia la stagione 1967-1968 indebolisce l'organico lilla, soprattutto a causa della partenza dell'attaccante Giovanni Brenna e del centrocampista Franco Tacelli, che tanto bene avevano fatto nel campionato precedente, e di Paolo Pulici. Arrivano in lilla il portiere Bruno Fornasaro, i centrocampisti Antonio Savelli e Doriano Crocco e gli attaccanti Paolo Mentani, Augusto Vanazzi e Gianfranco Sarchi.
Questi ultimi, però, non hanno una media realizzativa paragonabile a quella del reparto offensivo della stagione precedente: dalle 52 reti del campionato 1966-1967 il Legnano passa alle 29 della stagione 1967-1968. C'è anche un cambio di allenatore: sulla panchina lilla, Luciano Lupi viene sostituito da Carlo Facchini.
Nella stagione 1967-1968 il Legnano disputa il girone A della Serie C, concludendo 8º in classifica con 38 punti, a 19 lunghezze dal Como capolista e promosso in Serie B e a 11 punti dalla zona retrocessione.

## Divise
| Casa |

## Organigramma societario
Area direttiva
- Presidente: Augusto Terreni

Area tecnica
- Allenatore: Carlo Facchini

## Rosa
| N. |                   | Ruolo | Calciatore               |
| -- | ----------------- | ----- | ------------------------ |
|    | Italia (bandiera) | C     | Giuseppe Barbazza        |
|    | Italia (bandiera) | D     | Giancarlo Biassoni       |
|    | Italia (bandiera) | A     | Angelo Cappellazzo       |
|    | Italia (bandiera) | P     | Pier Giorgio Castellazzi |
|    | Italia (bandiera) | D     | Antonio Colombo          |
|    | Italia (bandiera) | C     | Doriano Crocco           |
|    | Italia (bandiera) | P     | Bruno Fornasaro          |
|    | Italia (bandiera) | C     | Natale Lamera            |
|    | Italia (bandiera) | C     | Francesco Malvestiti     |
|    | Italia (bandiera) | C     | Giuseppe Marchioro       |

| N. |                   | Ruolo | Calciatore          |
| -- | ----------------- | ----- | ------------------- |
|    | Italia (bandiera) | D     | Roberto Melgrati    |
|    | Italia (bandiera) | A     | Paolo Mentani       |
|    | Italia (bandiera) | A     | Giancarlo Mongitore |
|    | Italia (bandiera) | C     | Lorenzo Piacentini  |
|    | Italia (bandiera) | A     | Gianfranco Sarchi   |
|    | Italia (bandiera) | C     | Antonio Savelli     |
|    | Italia (bandiera) | D     | Riccardo Talarini   |
|    | Italia (bandiera) | A     | Mario Tomy          |
|    | Italia (bandiera) | A     | Marcello Turri      |
|    | Italia (bandiera) | A     | Augusto Vanazzi     |

## Risultati

### Serie C (girone A)

#### Girone d'andata
| Arbitro: | Stagnoli (Bologna) |

|  |           |                              |
|  | Marcatori | 37’ Marchioro 40’ Piacentini |

| Legnano 24 settembre 1967 2ª giornata | Legnano          | 0 – 0 | CRDA Monfalcone | Stadio Comunale\| Arbitro: \| Bellandi (Lucca) \| |
| Arbitro:                              | Bellandi (Lucca) |       |                 |                                                   |

| Arbitro: | Cattivello (Udine) |

|                |           |  |
| Invernizzi 68’ | Marcatori |  |

| Arbitro: | Clerico (Chiavari) |

|                                      |           |                       |
| Cappellazzo 46’ Tomy 48’ Mentani 61’ | Marcatori | 32’ Ventura 55’ Benin |

| Legnano 15 ottobre 1967 5ª giornata | Legnano          | 0 – 0 | Pavia | Stadio Comunale\| Arbitro: \| Beretta (Milano) \| |
| Arbitro:                            | Beretta (Milano) |       |       |                                                   |

| Arbitro: | Moretto (San Donà di Piave) |

|                                     |           |  |
| Pittofrati 3’ Comini 6’ Perotti 49’ | Marcatori |  |

| Arbitro: | Cantelli (Firenze) |

|          |           |  |
| Tomy 61’ | Marcatori |  |

| Arbitro: | Ghirardello (Merano) |

|           |           |  |
| Rossi 87’ | Marcatori |  |

| Arbitro: | Trono (Torino) |

|                               |           |  |
| Marchioro 22’ Cappellazzo 85’ | Marcatori |  |

| Treviglio 19 novembre 1967 10ª giornata | Trevigliese        | 0 – 0 | Legnano | Stadio Mario Zanconti\| Arbitro: \| Monforte (Palermo) \| |
| Arbitro:                                | Monforte (Palermo) |       |         |                                                           |

| Legnano 26 novembre 1967 11ª giornata | Legnano            | 0 – 0 | Treviso | Stadio Comunale\| Arbitro: \| Sgherri (Grosseto) \| |
| Arbitro:                              | Sgherri (Grosseto) |       |         |                                                     |

| Arbitro: | Pontini (Ferrara) |

|                         |           |  |
| Fascetti 1’ Fiorani 72’ | Marcatori |  |

| Legnano 10 dicembre 1967 13ª giornata | Legnano          | 0 – 0 | Piacenza | Stadio Comunale\| Arbitro: \| Levrero (Genova) \| |
| Arbitro:                              | Levrero (Genova) |       |          |                                                   |

| Arbitro: | Pontini (Ferrara) |

|                               |           |  |
| Gambazza 52’ (rig.) Oliva 79’ | Marcatori |  |

| Arbitro: | Treggiari (Roma) |

|                 |           |                    |
| Tomy 79’ (rig.) | Marcatori | 62’ (rig.) Pantani |

| Arbitro: | Menegali (Roma) |

|                             |           |               |
| Magistrelli 5’ Pasquina 46’ | Marcatori | 61’, 65’ Tomy |

| Arbitro: | Bravi (Roma) |

|          |           |                    |
| Tomy 57’ | Marcatori | 2’, 76’ Migliorati |

| Arbitro: | Scolari (Verona) |

|                        |           |  |
| Canzian 9’ Vannini 51’ | Marcatori |  |

| Arbitro: | Ciulli (Roma) |

|                      |           |                |
| Mentani 51’ Tomy 81’ | Marcatori | 49’ Mantellato |

#### Girone di ritorno
| Arbitro: | Nardis (Roma) |

|                         |           |  |
| Barbazza 1’ Melgrati 8’ | Marcatori |  |

| Arbitro: | Fusaro (Padova) |

|               |           |  |
| Ciclitira 42’ | Marcatori |  |

| Arbitro: | Marchetti (Vicenza) |

|                                             |           |                |
| Tomy 9’ (rig.) Boldi 14’ (aut.) Vanazzi 81’ | Marcatori | 47’ Invernizzi |

| Bolzano 25 febbraio 1968 23ª giornata | Bolzano            | 0 – 0 | Legnano | Stadio Druso\| Arbitro: \| Reggiani (Bologna) \| |
| Arbitro:                              | Reggiani (Bologna) |       |         |                                                  |

| Pavia 3 marzo 1968 24ª giornata | Pavia                | 0 – 0 | Legnano | Stadio Comunale\| Arbitro: \| Busalacchi (Palermo) \| |
| Arbitro:                        | Busalacchi (Palermo) |       |         |                                                       |

| Arbitro: | Sgherri (Grosseto) |

|  |           |             |
|  | Marcatori | 74’ Perotti |

| Arbitro: | Ciacci (Firenze) |

|  |           |          |
|  | Marcatori | 58’ Tomy |

| Arbitro: | Capobianco (Cagliari) |

|                     |           |  |
| Tomy 48’ Sarchi 75’ | Marcatori |  |

| Arbitro: | Albertini (Torino) |

|             |           |  |
| Pedroni 62’ | Marcatori |  |

| Arbitro: | Gallego (Treviso) |

|            |           |             |
| Lamera 14’ | Marcatori | 44’ Savoldi |

| Arbitro: | Levrero (Genova) |

|              |           |  |
| Spangaro 25’ | Marcatori |  |

| Arbitro: | Nardis (Roma) |

|                 |           |              |
| Tomy 21’ (rig.) | Marcatori | 23’ Massucco |

| Arbitro: | Beccaria (Lecco) |

|                             |           |  |
| Callegari 30’ Anniballi 57’ | Marcatori |  |

| Arbitro: | Monteverde (Macerata) |

|            |           |  |
| Lamera 50’ | Marcatori |  |

| Arbitro: | Lavetti (Bergamo) |

|             |           |  |
| Pantani 80’ | Marcatori |  |

| Arbitro: | Andreoli (Padova) |

|                          |           |                |
| Cappellazzo 44’ Tomy 54’ | Marcatori | 60’ Chinellato |

| Arbitro: | Nardis (Roma) |

|  |           |                 |
|  | Marcatori | 18’ Cappellazzo |

| Arbitro: | Boccia (Bari) |

|            |           |  |
| Lamera 21’ | Marcatori |  |

| Udine 23 giugno 1968 38ª giornata | Udinese          | 0 – 0 | Legnano | Stadio Moretti\| Arbitro: \| Scolari (Verona) \| |
| Arbitro:                          | Scolari (Verona) |       |         |                                                  |

## Statistiche

### Statistiche di squadra
| Competizione | Punti | Totale | Totale | Totale | Totale | Totale | Totale | DR |
| Competizione | Punti | G      | V      | N      | P      | Gf     | Gs     | DR |
| ------------ | ----- | ------ | ------ | ------ | ------ | ------ | ------ | -- |
| Serie C      | 38    | 38     | 13     | 12     | 13     | 29     | 31     | -2 |

### Statistiche dei giocatori
| Giocatore      | Serie C  | Serie C |
| Giocatore      | Presenze | Reti    |
| -------------- | -------- | ------- |
| G. Barbazza    | 23       | 1       |
| G. Biassoni    | 14       | 0       |
| A. Cappellazzo | 31       | 4       |
| P. Castellazzi | 16       | 0       |
| A. Colombo     | 32       | 0       |
| D. Crocco      | 7        | 0       |
| B. Fornasaro   | 24       | 0       |
| S. Lamera      | 32       | 3       |
| F. Malvestiti  | 26       | 0       |
| G. Marchioro   | 26       | 2       |
| R. Melgrati    | 26       | 1       |
| P. Mentani     | 7        | 2       |
| G. Mongitore   | 5        | 0       |
| L. Piacentini  | 36       | 1       |
| G. Sarchi      | 15       | 1       |
| A. Savelli     | 10       | 0       |
| R. Talarini    | 34       | 0       |
| M. Tomy        | 36       | 12      |
| M. Turri       | 5        | 0       |
| A. Vanazzi     | 13       | 1       |